# Parafia św. Jakuba w Modliszewku
Parafia św. Jakuba w Modliszewku – parafia rzymskokatolicka znajdująca się w dekanacie Gniezno II archidiecezji gnieźnieńskiej.

## Historia
Powstała na początku XIV wieku. Na przestrzeni wieków posiadała kościoły z drewna modrzewiowego, z wyjątkiem obecnej świątyni murowanej. 
Z początkiem 1906 probostwo objął ks. Leon Formanowicz, sławny kolekcjoner, bibliofil, znawca starych druków. Ostatnim proboszczem przed II wojną światową, był ks. Władysław Cegielski. 6 października 1941 został wywieziony do obozu koncentracyjnego w Dachau, gdzie zginął śmiercią męczennika w lutym 1942.
Życie parafialne po wojnie zorganizował ks. Bronisław Śliwiński, który w latach 1947–1950 był miejscowym duszpasterzem. Po nim objął parafię ks. Adam Wojtyłło. W 1970 probostwem kierował ks. Ludwik Gładyszewski. Kolejnym proboszczem był ks. Stanisław Szulc. Przeprowadził on gruntowny remont kościoła wraz z wieżą główną. Pobudował kostnicę na cmentarzu ewangelickim w Mielnie. Zmarł 28 lutego 1986.
21 listopada 1982 uroczyście obchodzono jubileusz 250-lecia budowy kościoła parafialnego w Modliszewku.
Uroczystości tej przewodniczył bp Jan Michalski. W 1986 proboszczem parafii św. Jakuba Apostoła został ks. Władysław Kustra. Wtedy zostały ukończone prace przy ogrodzeniu kaplicy w Mielnie. Otoczono płotem cmentarz w Modliszewku oraz dokonano poświęcenia nowego krzyża cmentarnego i kaplicy w Mielnie. W 1988 spłonął drewniany kościół. Na jego miejscu zbudowano w latach 1990–1993 nowy, murowany, według pierwotnego kształtu. Proboszcz zmarł w 1997. Po ks. kan. Kustrze parafie objął ks. kan. Andrzej Panasiuk, który pełnił funkcje proboszcza do 1998. Za jego kadencji wymalowany został kościół i zawieszony obraz patrona parafii św. Jakuba Apostoła, a także założono ogrzewanie. Zastąpił go ks. Piotr Kotowski, który był proboszczem do 2005. W kościele odnowiono prezbiterium. Obecnym proboszczem, od 2005, jest ks. Andrzej Januchowski.  
Podczas mszy świętej odpustowej 27 lipca 2014 roku parafia otrzymała relikwie św. Jana Pawła II.

## Zasięg parafii
Do parafii należą wierni z miejscowości: Modliszewko, Modliszewo, Mielno, Dębłowo, Napoleonowo, Świątniki Wielkie, Nowaszyce.   